# حارة المحلج (الكود)

تعديل مصدري - تعديل

المحلج هي إحدى حارات حي ناجي بمدينة الكود التابعة لمحافظة أبين، بلغ تعداد سكانها 156 نسمة حسب تعداد اليمن لعام 2004.